# Prupuk Utara
Prupuk Utara is een bestuurslaag in het regentschap Tegal van de provincie Midden-Java, Indonesië. Prupuk Utara telt 5258 inwoners (volkstelling 2010).